# 上山直武
上山 直武（うえやま なおたけ、旧姓・島崎、1924年（大正13年）4月22日 - 1997年（平成9年）9月4日）は、日本の実業家。元大日本除虫菊会長。元大日本除虫菊会長十六代上山勘太郎（前名英夫）の養子。大日本除虫菊社長上山直英の実父。妻は元大日本除虫菊会長上山英介の姉。

## 人物
高知県人で、澁澤倉庫常務・島崎直幹の三男。1948年、京都大学卒業。和歌山県有田市出身の上山勘太郎の養子となる。1996年、大日本除虫菊会長に就任した。住所は大阪府豊中市。

## 家族・親族
上山家
- 養父・勘太郎[4]（1899年 - 1984年）
- 養母・昌子（1907年 - ?、元紀伊貯蓄銀行頭取山口孫七の長女）
- 妻（上山勘太郎の長女、上山英介の姉、1928年 - ）[4]
- 長男・直英[4]（大日本除虫菊社長、1951年 - ）
- 二男[4]